# 何焯

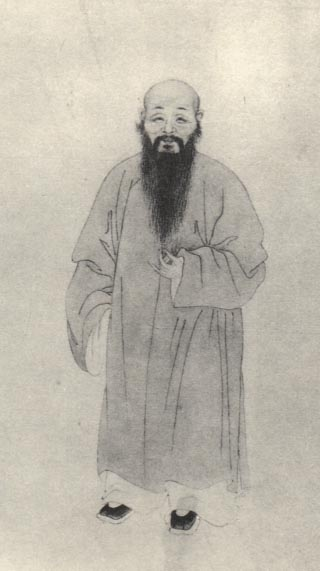
《清代学者象传》第一集之何焯像

何焯（1661年—1722年），字屺瞻，號茶仙，因祖上曾在元统年间以“义行”得到旌门褒扬，人称义门先生、何义门。江蘇長洲人。與笪重光、姜宸英、汪士鋐並稱為康熙年間的“帖學四大家”。

## 生平
何焯來自書香世家，曾祖父何思佐、祖父何應登、父親何棟皆為生員，伯父何棅為順治四年（1647年）丁亥科進士。母親為皋廡吳氏家族吳士康三女，吳士玉為何焯表弟。何焯少時鈍拙，十四歲發憤用功，拜吳縣邵彌、安溪李光地為師，與閻若璩有往來，寓居阎家，常與閻通宵切磋。二十五岁时以拔贡生进京城，被尚书徐学、祭酒翁叔元收为门生。精幹校書，長於考據，然性情偏狹，喜歡詆毀前輩如錢謙益、方苞、徐乾學等人。其師翁叔元依附明珠，指斥湯斌為「偽道學」，何焯寫長信給叔元，表明師生絕交，索還門生帖子。叔元恨之入骨，極力打壓何焯。
康熙四十一年（1701年）冬，聖祖南巡駐涿州（今河北省涿州市），巡撫李光地向康熙推薦何焯，入值南書房，赐为举人。次年，参加礼部考试，末取，赐进士，选庶吉士。不久侍讀八皇子，與八阿哥胤禩關係密切，胤禩“將何焯一幼女私養於宅中，以為己女。”，因與胤禩營黨，陷入皇子之爭而下獄。
康熙五十四年（1715年）何焯獲罪後，在獄中仍校讀《易經》，康熙帝閱覽被沒收的何焯邸中書籍，認為何焯“固讀書種子也，而其中曾無失職觖望語”，又見其草稿有辭去吳縣令饋金，“盡以其書還之，罪止解官，仍參書局。焯即趨局校書如故”。何焯受李光地知遇之恩，但李光地出賣陳夢雷，為何焯所不齒，何寫給全祖望的信中，對李頗有微詞。
康熙六十一年（1722年）何焯去世，康熙帝十分惋惜說“修書勤，學問好。朕正欲用之，不意驟殤，深可憫惻！”，命有司存恤其孤。
何焯工書法，尤善小楷，得晉唐人法度，筆力如董其昌，曾為皇帝寫《四書集注》，與姜宸英、汪士铉、陈邦彦並稱四大家。何焯晚年好品茗，號茶仙，精於茶藝。门人著录者四百人，吴江沈彤、吴县陈景云为尤著。其弟子金农有诗云：“宋元雕本积万卷，父子著书游禁庭。近不得意但高卧，秋风吹老古槐厅”。乾隆三十四年（1769）蔣維鈞（字思敘，號硯溪，1727-1773, 蔣杲從堂侄，蔣耀宗弟）輯《義門讀書記》, 乾隆三十七年叶树藩据何批刻成《海录轩朱墨套印本》, 乾隆四十三年于光華輯《重訂文選集評》。
何焯弟何煌（1668～1745）亦為清藏书家、校勘学家。何煌字心友、一字仲友，号小山，别号何仲子。江苏长洲（今苏州）人。早年曾随同何焯前往京师，官职不详。

## 学术
武汉大学文学院韦胤宗认为，何焯是后世版本目录、校勘之学的鼻祖。是“清人学问转变之一典型”。歷史上，他最早專業批校，所批校的書籍遍及四部，有百種之多。衍生的批校及過錄本逾三百种。汪绍楹在《阮氏重刻十三经注疏考》中说：“。。。于校勘，实衍义门昆仲之余绪”。不过，由于何焯早年将精力投入在时文制义，即八股文中，他的学术成就几乎都是在康熙三十四年（1695）学风转变后达成的。俞正燮《癸巳丛稿》称其“用批时文法批书”。張之洞《書目答問》中的“國朝著述諸家姓名略總目”將何焯列為校勘學家之首。自何焯起，学者们从原来的抄书做笔记逐渐改而在原书上批校。而这些批校转而被人整理为可以单独刊行的“读书记”之类。
何焯的學術圈子，包括了其師友與眾弟子。李光地是其師，何焯批校中常引用他的見解。何煌是其弟，與乃兄同為學者，兄弟之間多有交流。錢楚殷，錢曾長子，是何焯的好友。通過楚殷，何焯得以借閱錢謙益绛雲樓烬餘之書，又得到了海虞馮舒、馮班兄弟舊藏之書。何氏與毛扆、陸贻典、毛奇齡、徐學等學者及藏書家的交往逐漸形成了批校、過錄的學術文化、學術風尚。何焯的弟子眾多，著名的有沈彤、蔣杲、陳景雲等。
考据家钱大昕曾否定何焯的校勘。或说虽然钱大昕有时的确指出了何焯的错误，但也有时误读了何焯的原文，也有时不知自己的论点其实与何焯相同。
何焯在书法上特具造诣，尤精于小楷、行书，为帖学大家。即使是何氏在书上批校的寥寥数行字，都会被后世藏家当做可贵的临摹书帖。在何焯批校文本被过录的过程中，他的书法被各色过录者们当做写字的范帖，学习书法。清代中期的姚世钰（薏田）以字迹与何焯极似闻名，几乎可以乱真。其他类似的书法临习者不少，导致后世鉴定何焯真迹变得更加困难，乃至有商家雇佣抄手模仿何焯字迹，抬高书价。

## 著作
- 《詩文古籍》散佚
- 《語古齋識小錄》散佚
- 《道古錄》散佚
- 《義門讀書記》五十八卷
- 《義門先生集》十二卷
- 《義門家書》四卷
- 《義門小集》一卷
- 《分類字錦》六十四卷
- 眾多在其他刻本上的批校文字、題跋等。[1]

## 逸事
何焯曾在南書房問左右“老頭子去否？”不料康熙聽到大怒，打算加罪。先生解釋說：“先天不老之謂老，首出庶物之謂頭，父天母地之謂子，非有心誹謗也。”這個故事後來被套用在紀昀與乾隆的軼事。

## 流行文化
光榮《三國志14》中曹操的特性“魏武之強”出自何焯对《三国志》中曹操收编青州黄巾军一段的批校“魏武之强自此始。”

## 延伸阅读
[在维基数据编辑]
 《清史稿/卷484》，出自趙爾巽《清史稿》
 在维基共享资源阅览影像